# Шварценбах (река)
Шварценбах (нем. Schwarzenbach) — река в Германии, протекает по землям Бавария и Баден-Вюртемберг. Речной индекс 215218. Площадь бассейна реки составляет 14,42 км². Длина реки 10,37 км.
Шварценбах берёт начало в Ванген-им-Алльгое, далее 4,43 км течёт по границе с Баварией, проходит 1,73 км по баварскому району Линдау-Бодензе и в земле Баден-Вюртемберг впадает в Обере-Арген.
Речная система реки — Обере-Арген → Арген → Рейн.